# Abdellah Dschaballah

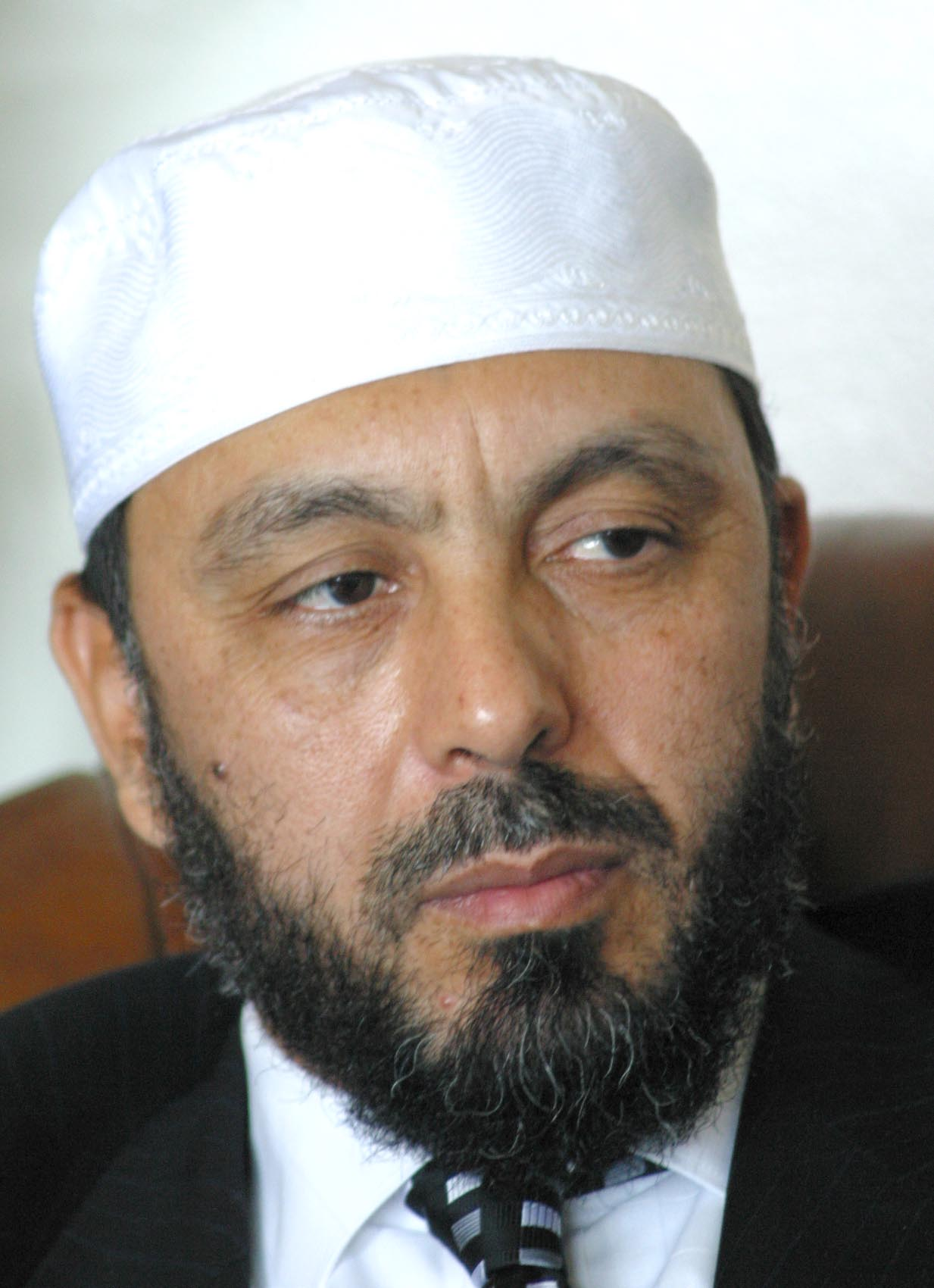
Abdellah Dschaballah

Abdellah Dschaballah (arabisch عبد الله جاب الله, DMG ʿAbd Allāh Ǧāb Allāh; * 2. Mai 1956 in Skikda) ist ein islamistischer Politiker in Algerien und Vorsitzender der Bewegung für Nationale Reform (Islah) – einer Partei, die sich von der Partei der Wiedergeburt abgespalten hat; er war auch Gründer der Wiedergeburtspartei, verlor jedoch seine Kontrolle über sie.
Dschaballah trat 1999 und 2004 als Präsidentschaftskandidat an. 1999 zog er sich wenige Stunden vor der Wahl gemeinsam mit allen anderen Oppositionskandidaten zurück. Bei der Präsidentschaftswahl 2004 kam er mit 5 % der Stimmen auf den dritten Platz.